# 永井金次郎

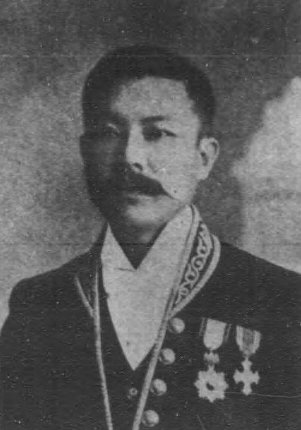
永井金次郎

永井 金次郎（ながい きんじろう、1874年（明治7年）5月3日 - 1927年（昭和2年）4月3日）は、日本の内務官僚。政友会系官選高知県知事、樺太庁長官。

## 経歴
新潟県出身。1897年、東京法学院（現：中央大学）を卒業。同年、判事検事登用試験に合格し司法官試補となる。同年12月、文官高等試験行政科試験に合格。1898年、内務省に転じ青森県在勤となる。
以後、青森県参事官、千葉県参事官、広島県事務官、富山県事務官・第一部長兼第三部長、同内務部長などを歴任。
第1次山本内閣により1913年6月、高知県知事に任命された。県財政の積極的拡大を図った。1914年6月に休職となった。1917年1月、小樽区長に就任。1919年4月、樺太庁長官に就任し、1924年6月11日まで務め休職となる。同月20日に退官した。墓所は多磨霊園。